# Skogens andar
Skogens andar är en bok av jägmästaren och författaren Eric Lundqvist, utgiven 1976. Boken är en samling berättelser och kåserier som tidigare publicerats i Tidningen Skogen. Berättelserna spänner över hela den tid författaren levde i Indonesien och är illustrerad med Erics egna bilder. Många av berättelserna handlar om sådant som är svårt att förklara, till exempel skogsandar och den indonesiska motsvarigheten till skogsrået. Andra handlar om äventyr och strapatser under skogsarbete eller om jakter tillsammans med dajaker på Borneo. Boken blev den sista Eric Lundqvist publicerade innan han avled 1978.